# 屑的專輯
《屑的專輯》（日语： Kuzuarubamu */?）為屑於2003年3月26日發行的首張錄音室專輯。

## 簡述
- 屑發行的唯一一張專輯，並迎來與山口智充友好的音樂人客席參與歌曲[1]。

## 収録曲
1. ムーンライト（日语：ムーンライト (くずの曲)）
客席藝人:渡邊美里
2. 風が吹いてる
客席藝人:宇多田光
3. お前からの手紙
客席藝人:甲斐祥弘（日语：甲斐よしひろ）
4. 赤とんぼ
5. サンタになれなかった夜 ～くずなクリスマス～
6. 明日は晴れ
客席藝人:西城秀樹
7. あの頃のままで
客席藝人:大友康平（日语：大友康平）
8. 恋なんて
客席藝人:TERU&TAKURO（GLAY）
9. 虹がかかってた
客席藝人:佐野元春
10. 生きてることってすばらしい（日语：生きてることってすばらしい） 〜くずLIVE2002ライブ録音（2002年10月28日Zepp Tokyo）〜

## 關連項目
- DonDokoDon（日语：DonDokoDon）

## 資料來源
1. ↑  . Tower Records. 2003-03-06  [2021-09-04]. （原始内容存档于2021-09-05）.